# Instituições, associações e comunidades religiosas católicas em Macau

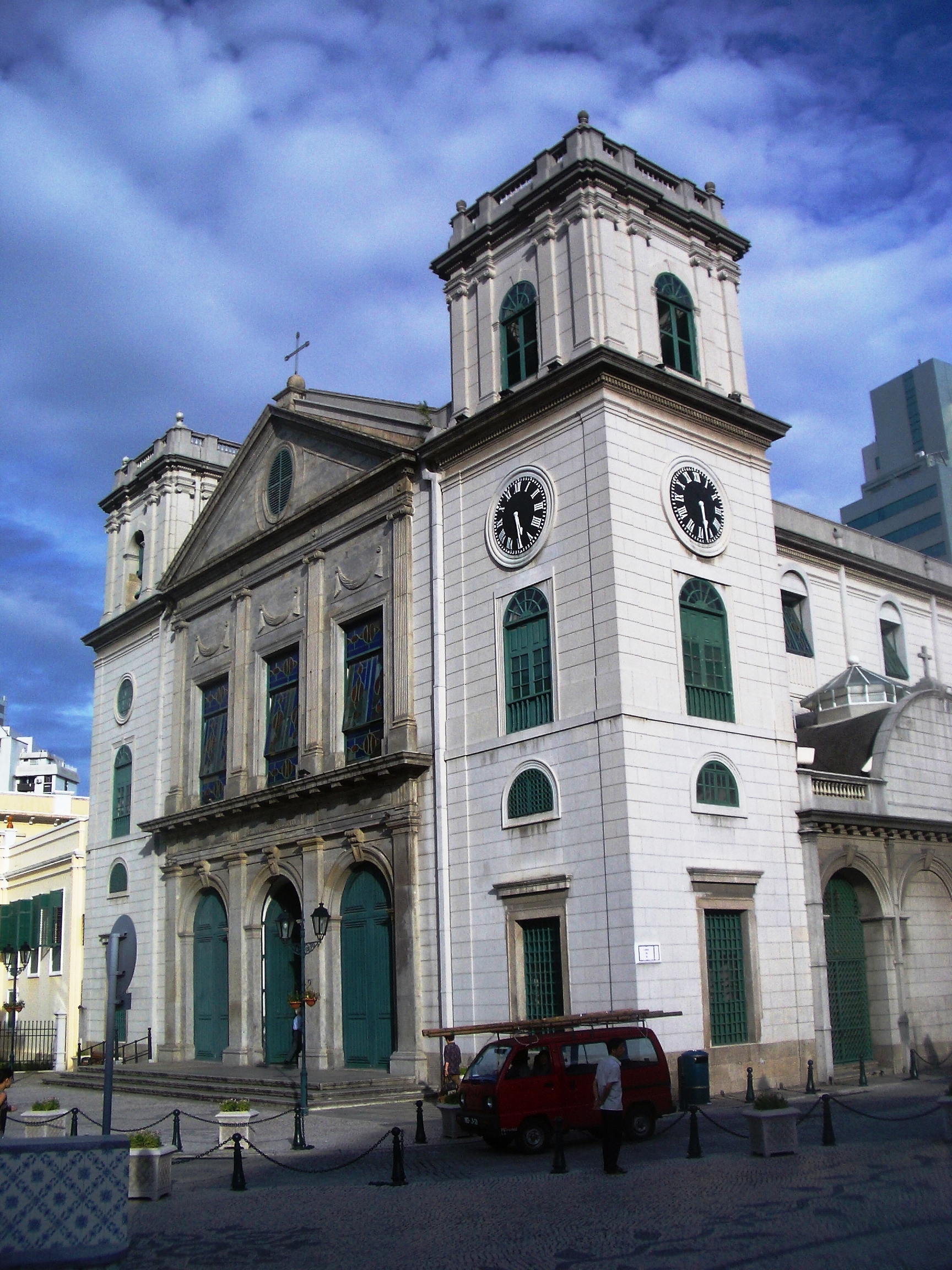
Catedral da Sé de Macau

As instituições, associações e comunidades religiosas católicas em Macau operam no território da Região Administrativa Especial de Macau (RAEM), que está actualmente sob juridisção eclesiástica da Diocese de Macau, que foi fundada em 23 de Janeiro de 1576. Para além dos seus padres diocesanos, esta diocese católica é ajudada também por várias ordens, congregações e institutos religiosos masculinos e femininos. A diocese é também dinamizada e auxiliada por várias instituições, movimentos, confrarias e associações de inspiração católica, constituídas por leigos e religiosos. Todos estes organismos católicos prestam uma variedade de serviços religiosos, sociais, educacionais, assistenciais e culturais à população católica e não-católica de Macau.

## Institutos religiosos
Existem actualmente várias ordens, congregações e institutos religiosos masculinos e femininos que prestam uma variedade de serviços religiosos, sociais, educacionais, assistenciais e culturais à população católica e não-católica de Macau, sendo por isso fundamentais para o normal funcionamento da Diocese de Macau.
Em 2023, existiam em Macau 10 institutos religiosos masculinos, 16 institutos religiosos femininos e 2 institutos seculares. Os institutos religiosos masculinos eram: a Companhia de Jesus, os Salesianos de Dom Bosco, a Pia Sociedade de São Paulo, os Missionários Combonianos do Coração de Jesus, as Missões Dominicanas de Nossa Senhora do Rosário, a Congregação dos Missionários Filhos do Imaculado Coração de Maria (Claretianos), a Sociedade do Verbo Divino, a Congregação Clerical dos Bem-Aventurados Mártires Coreanos, a Congregação dos Sacerdotes do Sagrado Coração de Jesus (Dehonianos) e Instituto do Verbo Encarnado. Os institutos religiosos femininos eram: as Filhas Canossianas da Caridade, as Franciscanas Missionárias de Maria, as Filhas de Maria Auxiliadora (Irmãs Salesianas), as Missionárias de Nossa Senhora dos Anjos (ou Angelinas), as Missionárias Dominicanas do Rosário, as Irmãs de Nossa Senhora da Caridade do Bom Pastor, as Filhas de São Paulo, as Missionárias de Nossa Senhora do Perpétuo Socorro, as Irmãs do Precioso Sangue, as Missionárias da Caridade, a Congregação das Irmãs da Caridade de Santa Ana, as Irmãs do Sagrado Coração de Jesus e Maria,  as Missionárias de Jesus Cristo, a Ordem Cisterciense da Estrita Observância (monjas trapistas), a Congregação de Nossa Senhora do Retiro no Cenáculo e as Servidoras do Senhor e da Virgem de Matará. Os institutos seculares eram: o Instituto Secular Nossa Senhora da Anunciação e o Instituto Secular das Voluntárias de Dom Bosco.
Segundo as estatísticas do Governo da RAEM, trabalhavam em Macau, no ano de 2022, 60 padres regulares e 30 irmãos religiosos, 147 religiosas e 175 missionárias voluntárias.

### História

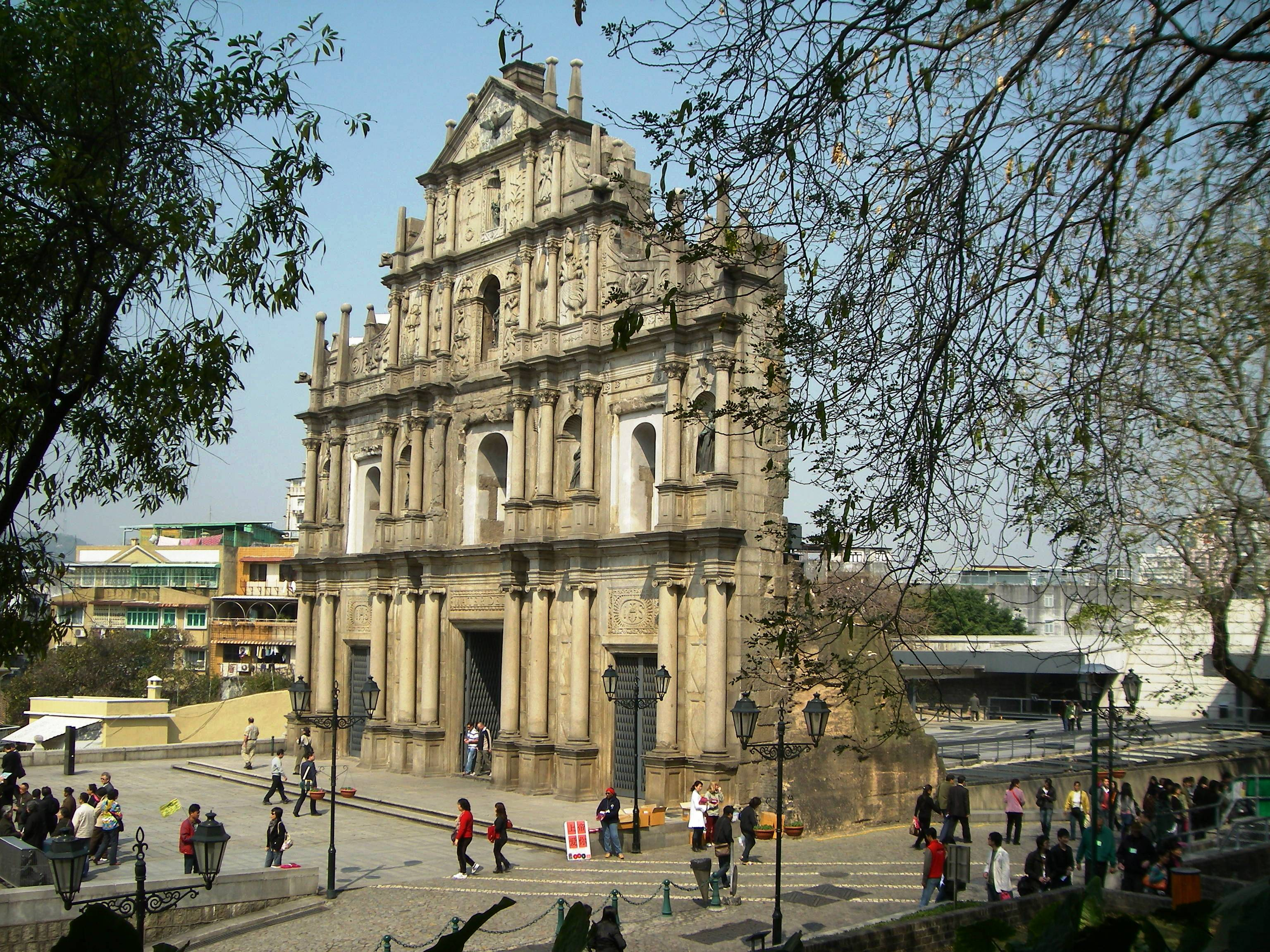
Ruínas de São Paulo.

Macau tornou-se num importante estabelecimento comercial português em meados do século XVI e, por conseguinte, tornou-se também num importante ponto de partida de missionários católicos para os diferentes países da Ásia, principalmente para a China e o Japão. A primeira ordem religiosa a estabelecer-se em Macau foi a Companhia de Jesus, em 1563-1565, que fundou logo uma residência perto da actual Igreja de St. António. Naturalmente, os jesuítas escolheram Macau para ser o seu quartel-general no Extremo Oriente, sendo nesta cidade que construiram o seu colégio universitário e residiram os seus visitadores e provinciais da China e do Japão, entre os quais se destacava Alessandro Valignano. Esta poderosa ordem religiosa, ao serviço do Padroado português, forneceu alguns bispos à diocese, construiu várias igrejas, entre as quais se destaca a Igreja da Madre de Deus, e criou várias instituições de caridade e de educação, nomeadamente o Colégio de São Paulo (fundado em 1594) e o Seminário de São José (fundado em 1728). Estas instituições académicas foram fundadas para formar missionários e padres, mas o Colégio acabou por ser destruído por um incêndio em 1835. Quanto ao Seminário, que funcionou com várias interrupções e alternadamente por jesuítas, lazaristas e padres diocesanos, cessou as suas actividades em 1967, devido à falta de vocações sacerdotais.
Já após a erecção da Diocese de Macau em 1576, estabeleceram-se também em Macau os franciscanos (em 1579-1580), os agostinhos (em 1586-1587), os dominicanos (em 1587-1588) e as clarissas (em 1633-1634). Todas estas ordens religiosas, nomeadamente os jesuítas, contribuíram muito para o ensino em Macau e para as missões católicas do Extremo Oriente. Porém, em 1762, os jesuítas foram expulsos de Macau, causando sérios problemas ao Padroado Português no Extremo Oriente. Em 1784, os lazaristas vieram a Macau e tomaram conta do Seminário de S. José, anteriormente operado pelos jesuítas, aliviando assim o declínio das missões portuguesas. Porém, o golpe mortal foi desferido em 1834-1835, quando as ordens religiosas masculinas foram extintas, arruinando as missões portuguesas na China e eclipsando quase completamente a vida religiosa e o ensino ocidental em Macau. Com esta extinção, todos os seus bens e propriedades, incluindo igrejas e conventos, foram confiscados em todo o Império português. O seu tratamento e utilização pelas autoridades de Macau foram desastrosos, sendo o caso mais gritante a demolição em 1861 do Convento e Igreja de São Francisco, que foram construídos pelos franciscanos. Em seu lugar, o Governo de Macau construiu em 1864/1866 o Quartel de São Francisco, que aloja actualmente o Comando das Forças de Segurança de Macau.
Porém, após estes excessos, a situação política portuguesa começou a suavizar-se e, por consequência, o Governo de Macau começou a devolver grande parte das igrejas confiscadas à diocese. Em 1862, os jesuítas regressaram a Macau e fizeram renascer o Seminário de S. José, mas foram novamente expulsos em 1872, para depois voltarem a regressar em 1890. Com a morte da sua última religiosa em 1875, a Ordem das Clarissas foi considerada extinta em Macau, sendo urgentemente substituída pelas Filhas da Caridade Canossianas (em 1874) e pelas Franciscanas Missionárias de Maria (em 1903). Os Salesianos de Dom Bosco instalaram-se em 1906 e a sua presença em Macau se fez sentir com a criação de várias instituições de ensino e de solidariedade social, tais como o Colégio Dom Bosco, o Colégio Yuet Wah e o Instituto Salesiano (ex-Orfanato da Imaculada Conceição), que foi fundado em 1906 por São Luigi Versiglia. Os salesianos também desempenharam um importante trabalho missionário, educativo e social em Hong Kong e na província de Guangdong, nomeadamente em Heung Shan e Shiu Chow (ou Shaozhou): como por exemplo, Luigi Versiglia foi o primeiro bispo e vigário apostólico de Shiu Chow. Com a implantação da República Portuguesa em 1910, as ordens religiosas foram expulsas de Macau, mas muitas delas continuaram a operar nos territórios não-portugueses que estavam sob a juridisção da diocese. Mais tarde, com o acalmar da situação política, elas puderam regressar a Macau: as canossianas já em 1911, os salesianos em 1912, os jesuítas em 1930 e as missionárias de Maria em 1932. Chegaram também a Macau as Missionárias de Nossa Senhora dos Anjos em 1929, a Ordem das Carmelitas Descalças em 1941, as Missionárias de Nossa Senhora do Perpétuo Socorro em 1966 e as Filhas de São Paulo em 1969. Estas últimas dedicam-se no apostolado dos meios de comunicação social.
Em 1974, estavam em Macau os jesuítas, os franciscanos, os salesianos, as canossianas, as salesianas (ou Filhas de Maria Auxiliadora), as Irmãzinhas de Jesus, as Franciscanas Missionárias de Maria, as Irmãs do Precioso Sangue, as dominicanas, as carmelitas, as Irmãs de Nossa Senhora dos Anjos, as Missionárias do Perpétuo Socorro, as Filhas de São Paulo e as Irmãs de Nossa Senhora da Caridade do Bom Pastor. Em 1999, residem em Macau as seguintes ordens e congregações religiosas: Jesuítas, Salesianos, Dominicanos, Combonianos, Paulistas, Redentoristas, Canossianas, Franciscanas Missionárias de Maria (FMM), Filhas de Maria Auxiliadora (FMA), Angelinas, Precioso Sangue, Dominicanas, Perpétuo Socorro, Bom Pastor, Caridade de Santa Ana, Missionárias da Caridade, Maryknoll, Irmãzinhas de Jesus, Irmãzinhas de Maria, Filhas de São Paulo e Fraternidade de Santa Inês. Também em 1999, foram confiados aos Missionários Combonianos a Igreja de São José Operário e sua respectiva quase-paróquia.
Em 2011, existiam em Macau dez comunidades religiosas masculinas e vinte e duas comunidades religiosas femininas. As dez comunidades religiosas masculinas eram: a Companhia de Jesus, os Salesianos de Dom Bosco, a Pia Sociedade de São Paulo, os Missionários Combonianos do Coração de Jesus, as Missões Dominicanas de Nossa Senhora do Rosário, a Sociedade de Nossa Senhora da Santíssima Trindade (SOLT), a Comunidade das Beatitudes, a Congregação dos Missionários Filhos do Imaculado Coração de Maria, a Sociedade do Verbo Divino e a Congregação Clerical dos Bem-Aventurados Mártires Coreanos. As 22 comunidades religiosas femininas eram: as Filhas Canossianas da Caridade, as Franciscanas Missionárias de Maria, as Filhas de Maria Auxiliadora, as Irmãs do Precioso Sangue, as Missionárias de Nossa Senhora dos Anjos (ou Angelinas), as Missionárias Dominicanas do Rosário, as Irmãs de Nossa Senhora da Caridade do Bom Pastor, as Filhas de São Paulo, as Missionárias de Nossa Senhora do Perpétuo Socorro, as Irmãzinhas de Jesus, as Missionárias da Caridade, as Irmãs de São Domingos (Maryknoll), a Congregação das Irmãs da Caridade de Santa Ana, as Irmãzinhas de Maria, a Congregação dos Sagrados Corações de Jesus e de Maria e da Adoração Perpétua do Santíssimo Sacramento, as Missionaries of Christ Jesus, a Comunidade das Beatitudes, o Instituto Secular Nossa Senhora da Anunciação, a Congregação das Irmãs Franciscanas Missionárias de Nossa Senhora, as Irmãs dos Bem-Aventurados Mártires Coreanos, as monjas da Ordem Trapista e o Instituto Secular das Voluntárias de Dom Bosco.
Em 2020, existiam em Macau 10 institutos religiosos masculinos e 18 institutos religiosos femininos. Os institutos religiosos masculinos eram: a Companhia de Jesus, os Salesianos de Dom Bosco, a Pia Sociedade de São Paulo, os Missionários Combonianos do Coração de Jesus, as Missões Dominicanas de Nossa Senhora do Rosário, a Sociedade de Nossa Senhora da Santíssima Trindade (SOLT), a Congregação dos Missionários Filhos do Imaculado Coração de Maria (Claretianos), a Sociedade do Verbo Divino, a Congregação Clerical dos Bem-Aventurados Mártires Coreanos e a Congregação dos Sacerdotes do Sagrado Coração de Jesus (Dehonianos). Os institutos religiosos femininos eram: as Filhas Canossianas da Caridade, as Franciscanas Missionárias de Maria, as Filhas de Maria Auxiliadora (Irmãs Salesianas), as Irmãs do Precioso Sangue, as Missionárias de Nossa Senhora dos Anjos (ou Angelinas), as Missionárias Dominicanas do Rosário, as Irmãs de Nossa Senhora da Caridade do Bom Pastor, as Filhas de São Paulo, as Missionárias de Nossa Senhora do Perpétuo Socorro, as Irmãzinhas de Jesus, as Missionárias da Caridade, as Irmãs Maryknoll de São Domingos, a Congregação das Irmãs da Caridade de Santa Ana, as Irmãs do Sagrado Coração de Jesus e Maria,  as Missionárias de Jesus Cristo, Congregação das Franciscanas Missionárias de Nossa Senhora, a Ordem Cisterciense da Estrita Observância (monjas trapistas) e a Congregação de Nossa Senhora do Retiro no Cenáculo.

## Outras instituições e associações
Os religiosos e leigos mais activos reúnem-se também em vários movimentos, instituições e associações católicas, sendo os mais antigos as associações piedosas, que juntam leigos com uma comum devoção popular a qualquer santo, invocação de Nossa Senhora ou invocação de Jesus, entre as quais se destacam a Confraria de Nosso Senhor Bom Jesus dos Passos, a Confraria de Nossa Senhora do Rosário da Mãe de Deus e a Confraria de Santo António de Lisboa. Estas três confrarias continuam activas em 2023. Em 2023, dois institutos seculares (o Instituto Secular Nossa Senhora da Anunciação e o Instituto Secular das Voluntárias de Dom Bosco), assim como a Prelatura da Santa Cruz e Opus Dei, desenvolviam apostolado e actividades em Macau. O Movimento dos Focolares, o Caminho Neocatecumenal, as Irmãzinhas de Maria de Nazaré, o Serra Clube de Macau, a Associação Católica Feminina de Macau, a Legio Mariae Cúria Chinesa de
Nossa Senhora das Vitórias (Legião de Maria), Perpetual Eucharistic Adoration Movement (PEAM), Eucharistic Oblates for the Vulnerable, St. Kolbe--Prison Evangelization Ministry Team, a Associação Casais para Cristo, a Associação Bíblica Católica de Macau, a Associação de Leigos Católicos de Macau, a Associação Católica Cultural de Macau e a Associação Diocesana das Artes Performativas e Culturais de Macau são alguns exemplos de instituições, movimentos e associações católicas que continuavam activas em Macau, no ano de 2023. As inúmeras escolas católicas locais, operadas quer pelos institutos religiosos quer pelos padres diocesanos, são actualmente reunidas e representadas pela Associação das Escolas Católicas de Macau e pela Associação Unida das Escolas Católicas da Diocese de Macau.
O Movimento dos Focolares começou as suas actividades em Macau durante o bispado de D. Paulo José Tavares (1961-1973). Durante o bispado de D. Arquimínio Rodrigues da Costa (1976-1988), foram implantadas a Associação das Escolas Católicas de Macau, o Clube Serra (em 1977-1978), e o Centro Diocesano dos Meios de Comunicação Social (em 1975). Este organismo diocesano foi estabelecido para explorar melhor as potencialidades dos meios de comunicação social na evangelização. Durante o bispado de D. Domingos Lam Ka-tseung (1988-2003), foram criados em 1994 a Associação de Leigos Católicos de Macau e, em 1996, o Instituto Inter-Universitário de Macau (actual Universidade de São José), que é actualmente a única instituição de ensino superior católica em Macau.
De entre as instituições católicas de solidariedade social, destaca-se a Cáritas de Macau, que actualmente opera uma grande rede de serviços e infra-estruturas destinadas a ajudar os mais pobres e necessitados. A Cáritas de Macau, que foi a sucessora do "Centro Social Mateus Ricci", fundado em 1951 pelo padre jesuíta espanhol Luis Ruiz Suárez na Casa Ricci, que era na altura a residência dos jesuítas em Macau. Este organismo acolheu mais de 35 mil refugiados da China Continental, que fugiam do regime comunista chinês, estabelecido em 1949. Em 1971, esta instituição tornou-se formalmente numa organização subordinada à Diocese de Macau e um membro da Caritas Internationalis, mudando o seu nome para "Cáritas de Macau".
Com origens católicas, a Santa Casa da Misericórdia, fundada em 1569 pelo bispo D. Melchior Carneiro Leitão, é a mais antiga instituição de solidariedade social de Macau e actualmente tem uma gestão independente da Diocese.

## Listas feitas pelo Governo português de Macau em 1986 e 1996
Respeitando o artigo terceiro da Concordata entre a Santa Sé e Portugal (1940), o Governo de Macau publicou em 1986 uma lista das instituições de carácter permanentemente religioso e canonicamente erectas na Diocese de Macau:
| - Ordem das Carmelitas Descalças - Companhia de Jesus - Salesianos de Dom Bosco - Filhas Canossianas da Caridade - Franciscanas Missionárias de Maria - Irmãs do Precioso Sangue - Missionárias de Nossa Senhora dos Anjos - Venerável Ordem Terceira de Penitência de S. Francisco de Assis - Confraria de Nosso Senhor Bom Jesus dos Passos - Associação dos Benfeitores da Caridade de São Francisco Xavier - Confraria de Nossa Senhora dos Remédios - Confraria de Nossa Senhora do Rosário da Mãe de Deus - Confraria de Nossa Senhora da Boa Viagem - Confraria de Santo António de Lisboa - Irmandade do Contrato de São Pedro - Associação de São José | - Acção Católica Feminina de Macau - Associação Piedosa Asilo de São José de Macau - Irmãzinhas de Jesus - Irmãs de Nossa Senhora da Caridade do Bom Pastor - Irmãs de São Domingos (Maryknoll) - Missionárias Dominicanas do Rosário - Missionárias de Nossa Senhora do Perpétuo Socorro - Irmãs Missionárias da Caridade - Filhas de São Paulo - Filhas de Maria Auxiliadora - Irmãos Missionários da Caridade - Seminário Diocesano de São José - Cabido da Sé de Macau - Paróquia da Sé (Macau) - Paróquia de Nossa Senhora de Fátima (Macau) - Paróquia de Nossa Senhora do Carmo (Taipa) - Paróquia de Santo António (Macau) - Paróquia de São Lázaro (Macau) | - Paróquia de São Lourenço (Macau) - Missão de São Francisco de Xavier - Conselho Particular da Sociedade de São Vicente de Paulo - Associação das Escolas Católicas de Macau - Associação das Religiosas de Macau - Caritas Internacional de Macau - Secretariado Diocesano dos Serviços de Assistência Social - Movimento dos Focolares (Obra de Maria) - "Comitium" da Legião de Maria - Movimento dos Cursos de Cristandade - Movimento Católico do Apoio à Família - Clube Serra (Serra Club) - Centro Diocesano dos Meios de Comunicação Social - Congregação das Irmãs da Caridade de Santa Ana - Movimento das Irmãzinhas de Maria - Associação Piedosa de São Francisco Xavier |

Neste levantamento das instituições católicas feito pelo Governo de Macau em 1986, o Cofre dos Pobres (ou Cofre do Socorro dos Pobres ou Comissão Administrativa do Cofre do Socorro dos Pobres), as Missões Portuguesas na China (ou Comissão Administrativa dos Bens das Missões Portuguesas na China), a Missão do Padroado Português no Extremo Oriente e a Mitra de Macau (ou Bens da Mitra de Macau) foram considerados extintos e os seus bens foram revertidos a favor da Diocese de Macau. No novo levantamento feito pelo Governo em 1996, a Associação dos Benfeitores da Caridade de S. Francisco de Assis foi considerada extinta e os seus bens foram revertidos a favor da Paróquia de S. Lourenço.